# Paketdiagramm
| Strukturdiagramme der UML      |
| ------------------------------ |
| Klassendiagramm                |
| Komponentendiagramm            |
| Kompositionsstrukturdiagramm   |
| Objektdiagramm                 |
| Paketdiagramm                  |
| Profildiagramm                 |
| Verteilungsdiagramm            |
| Verhaltensdiagramme der UML    |
| Aktivitätsdiagramm             |
| Anwendungsfalldiagramm         |
| Interaktionsübersichtsdiagramm |
| Kommunikationsdiagramm         |
| Sequenzdiagramm                |
| Zeitverlaufsdiagramm           |
| Zustandsdiagramm               |

Ein Paketdiagramm (engl. package diagram) ist eine der 14 Diagrammarten in der Unified Modeling Language (UML), einer Modellierungssprache für Software und andere Systeme.
Das Paketdiagramm ist ein Strukturdiagramm. Es zeigt eine bestimmte Sicht auf die Struktur des modellierten Systems. Die Darstellung umfasst dabei typischerweise Pakete, Paketverschmelzungen, Paketimports und Abhängigkeitsbeziehungen.
Es gibt zahlreiche Einsatzgebiete für das Paketdiagramm. Das Metamodell der UML2 selbst ist in Pakete eingeteilt und die Spezifikation der UML 2.0 Superstructure enthält für jede Spracheinheit ein Paketdiagramm, mit dem die Organisation in Unterpakete dargestellt wird. In der Modellierung von Softwaresystemen werden Paketdiagramme ebenfalls häufig eingesetzt. Paketdiagramme stellen dort zum Beispiel die Schichtung der Software oder die Unterteilung der Software in Module dar. Bei Geschäftsmodellen werden Pakete oft benutzt, um fachlich zusammengehörende Modellteile zusammenzufassen, zum Beispiel zu Geschäftsfällen. Ein Paketdiagramm zeigt dann eine Übersicht der Geschäftsfälle an.

## Beispiele

Beispiel eines Paketdiagramms mit einem Kopf- und einem Inhaltsbereich

Das Beispiel links zeigt ein Paketdiagramm mit einem Rahmen, einem Kopf- und einem Inhaltsbereich. Der Kopfbereich besteht aus dem Schlüsselwort package und dem Namen des Diagramms, der Inhaltsbereich aus der durch den Rahmen umschlossenen Zeichenfläche.

Beispiel eines Paketdiagramms ohne expliziten Kopfbereich

Das Beispiel zeigt ein traditionelles Paketdiagramm ohne Kopfbereich und ohne Rahmen.